# Karmakagyü

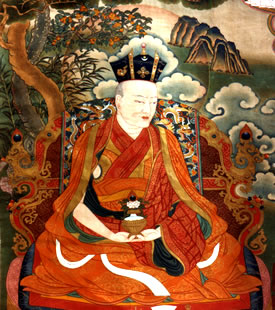
Thekchok Dorje, den fjortonden Karmapan med den karakteristika svarta kronan.

Karmakagyü (Tibetanska: ཀརྨ་བཀའ་བརྒྱུད; Wylie: karma bka'-brgyud) eller kamtsang är riktning inom kagyü-skolan, en av de fyra stora skolorna inom den tibetanska buddhismen och har fått en viss spridning i västvärlden.
Linjens andliga överhuvud bär titeln Gyalwa Karmapa. Karma-kagyü kallas ibland för den "svarta hatt-sekten", vilket är en anspelning på den svarta kronan som bärs av Karmapa.
Sekten betonar inte celibatet lika hårt som andra riktningar inom den tibetanska buddhismen, utan värdesätter istället olika mystiska bruk. Många lamor inom karma-kagyü är gifta.
Karma-kagyü-skolan grundades av den förste Karmapa, Düsum Khyenpa (1110-1193), som vid sin död förklarade att han skulle reinkarneras som sin egen efterträdare. Detta anses ha lagt grunden för traditionen med reinkarnerade lamor i den tibetanska buddhismen och karma-kagyü-linjen av reinkarnerade lamor fortsätter fortfarande.
Under Mingdynastin åtnjöt karma-kagyü officiellt stöd från kejsarhovet och 1406 utsåg Yongle-kejsaren den femte Karmapa till "kejserlig lärare" (guoshi 國師). Detta stöd upphörde dock under Jiajing-kejsarens regering.
Sedan den 16:e Karmapan avled 1981 har två rivaliserande inkarnationer av Karmapa identifierats, vilket lett till en djup schism inom karma-kagyü.
En person som gjort Karma-Kagyü känd i västvärlden är den danske laman Ole Nydahl.